# 李東元
李 東元（イ・ドンウォン、1926年9月8日 - 2006年11月18日）は韓国の政治家。第7・8・10・15代国会議員。朴正煕政権の大韓民国外務部長官（外相）として、日韓国交正常化交渉を担当した。
本貫は陽城李氏。キリスト教徒。咸鏡南道北青郡出身。

## 略歴

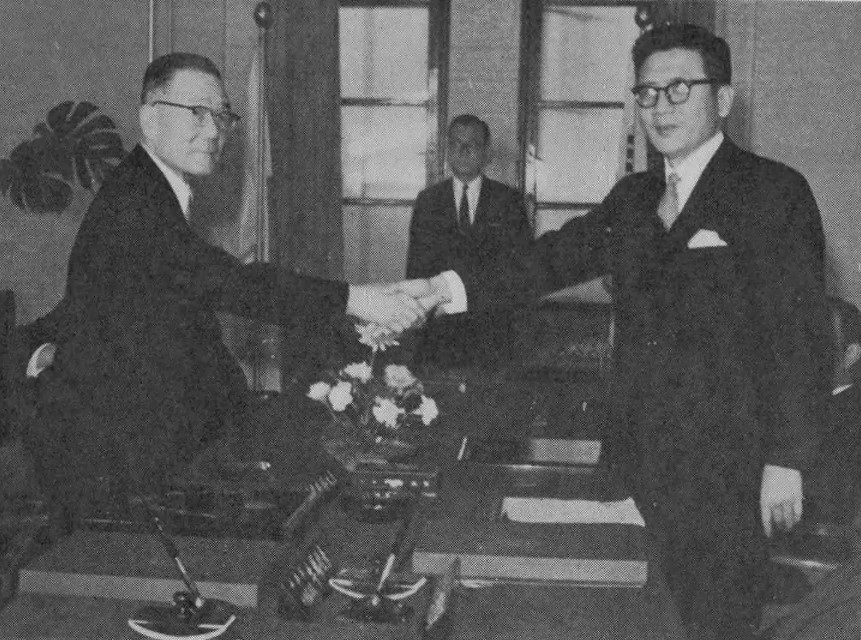
1965年12月18日、日韓基本条約の批准書がソウルで交換され、日韓両国の国交が正常化した。握手する椎名悦三郎外務大臣と李東元外務部長官。

- 朝鮮神学校（現・韓神大学校）中退[2]。延禧大学（現・延世大学校）政治外交学修学。リオ・グランデ大学学士、ケント州立大学修士、コロンビア大学博士課程修了、オックスフォード大学博士[1]。
- 1958年に国際学術院を設立し、院長を務めた[2]。
- 1958年から1963年までに国防大学院、ソウル大学校、東国大学校、建国大学校、漢陽大学校などで講義をした[2]。
- 1962年、大統領秘書室長。
- 1964年、大韓民国外務部長官（外相）。
- 1965年、日韓基本条約に調印。
- 朴正煕暗殺事件以後は政界からしばらく引退し、国際学術院長に就任[2]。
- 第15代国会議員の任期終了後は政界を引退して教育事業に参入し、東元大学（朝鮮語版）などを設立した[4]。
- 2006年11月18日没。80歳没[4]。

## 著書
- 崔雲祥監訳『韓日条約締結秘話 ある二人の外交官の運命的出会い』PHP研究所、1997年。ISBN 4-569-55222-6。
- 具末謨訳『日韓条約の成立 李東元回想録 椎名悦三郎との友情』彩流社、2016年。ISBN 4-7791-2245-7。